# ブロサード
ブロサード（Brossard）（もしくはブロサール）は、カナダのケベック州のモンテレジー地域にある都市。セントローレンス川の南岸にあるモントリオール郊外の住宅地である。2016年統計では人口はで人口は85,721人、2011年の統計では面積は52.20平方キロメートル。公用語の仏語読みではブロサール、英語ではブロサードとブロサールの両方の呼称が使われるが、現地ではブロサールの方が一般的である。

## 概要
1958年にLa Prairie-de-la-Madeleineのパリッシュとして設立。2002年にロンゲールと合併し、ロンゲール市の行政区となった。その後、2006年にロンゲール市から分離して再び独立自治体となったが分離後もロンゲール都市圏（L'agglomération de Longueuil）に属する。
主に1980年代より宅地開発が行われてきた典型的な北米の新興住宅地であり、特に中産階級以上の移民が多く住む多民族都市となっており人口増加が著しい。市内にはシャンプラン・モール、カルティ・DIX30と言った商業施設がある。
子供の間ではフィギュアスケートの人気が高くBrossard FSCというチームがある。

## 人口動態
| 母語話者（ブロサード）2016 | 母語話者（ブロサード）2016 | 母語話者（ブロサード）2016 | 母語話者（ブロサード）2016 | 母語話者（ブロサード）2016 |
| -------------------------- | -------------------------- | -------------------------- | -------------------------- | -------------------------- |
|                            |                            |                            |                            |                            |
| フランス語                 | フランス語                 |                            | 43.98%                     | 43.98%                     |
| 英語                       | 英語                       |                            | 11.95%                     | 11.95%                     |
| 広東語                     | 広東語                     |                            | 5.84%                      | 5.84%                      |
| 北京語                     | 北京語                     |                            | 5.17%                      | 5.17%                      |
| スペイン語                 | スペイン語                 |                            | 4.85%                      | 4.85%                      |
| アラビア語                 | アラビア語                 |                            | 4.74%                      | 4.74%                      |

2016年センサスによる人口は85,721人で、2011年から8.1%％も人口が増加した。2016年の住民の母語はフランス語が43.98%、英語11.95%、その他の言語が39.3%を占めておりモントリオールの中では最も多い部類である。多い順に広東語5.84%、北京語5.17%、スペイン語4.85%、アラビア語4.74%、ペルシャ語2.37%、ベトナム語1.77%と続く。また、モントリオール島外の中では英語話者が比較的多い自治体であり、2011年の調査で家庭で英語を使用する割合は17%となっている。2006年の統計によると、民族は中国系が全人口の11%を占め、モントリオール大都市圏の自治体としては最も高く、その他ベトナム系などのアジア系住民が比較的多く住む。比較的中産階級以上の新移民が流入しやすくなってい都市として知られるモントリオール有数の多民族都市となっている。

## 交通

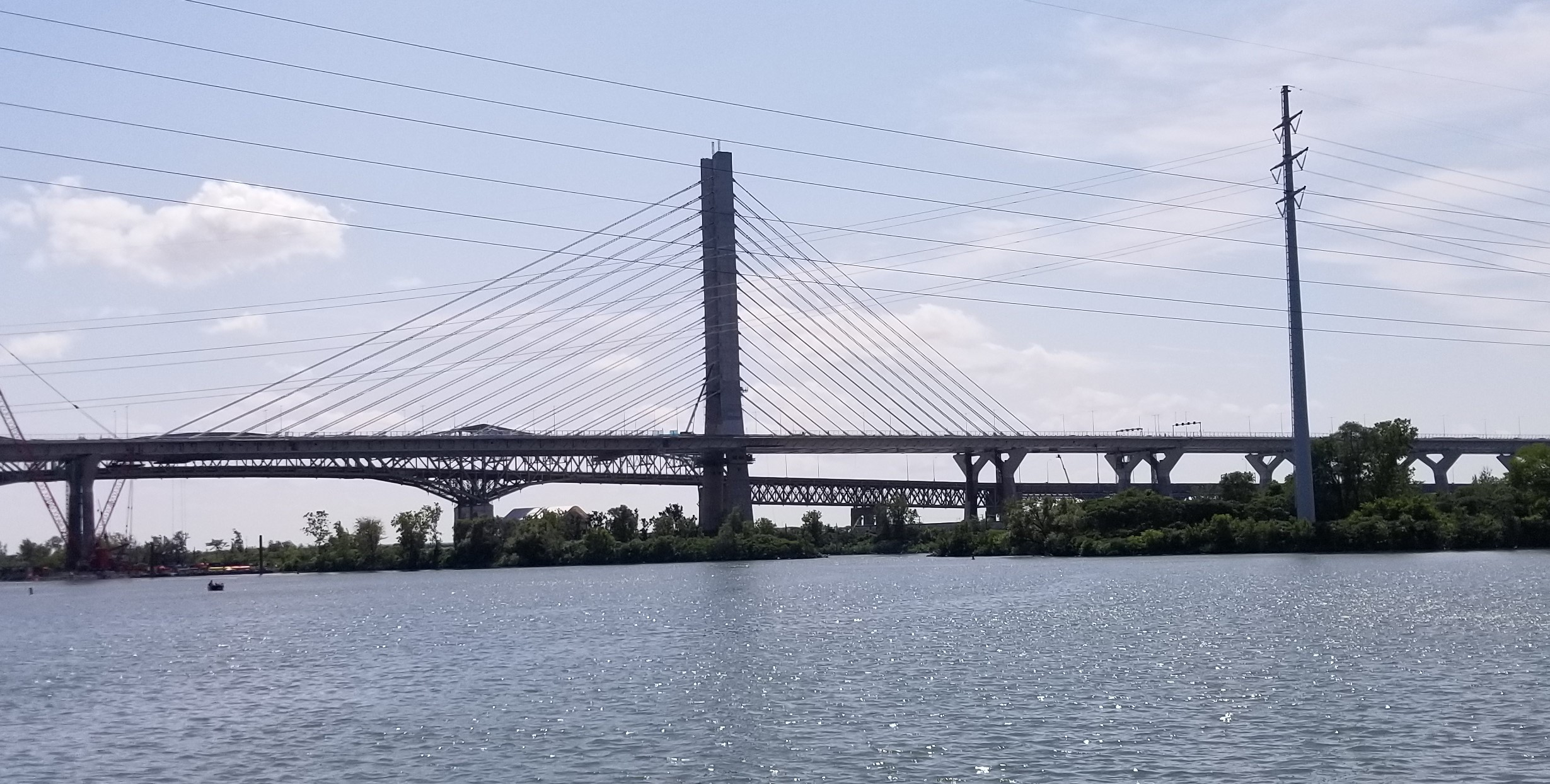
シャンプラン橋

セントローレンス川を渡るシャンプラン橋の交通渋滞が激しいことから、2019年に新しく建て替えられたシャンプラン橋を通ってモントリオール中心部と結ぶREMという鉄道路線が2023年7月31日に完成、市内にはPanama、Du Quartier、Rive-Sudの3つの駅が設けられた。
RTL（Réseau de transport de Longueuil）による路線バスが運行されており、パナマターミナルが市内の拠点となっており、ここに2023年7月31日にはREM電車のPanama駅が設置された。